# Сакребуло
Сакребуло (груз. საკრებულო) — у Грузії представницький орган села, громади, селища, міста, району або того міста, яке не входить до складу муніципалітету. Сакребуло села, громади, селища, міста обирають мешканці відповідної території за допомогою прямих, загальних та рівноправних таємних виборів. Так само обирають сакребуло тих міст, які не входять до складу району, але вибори проходять за пропорційною системою.

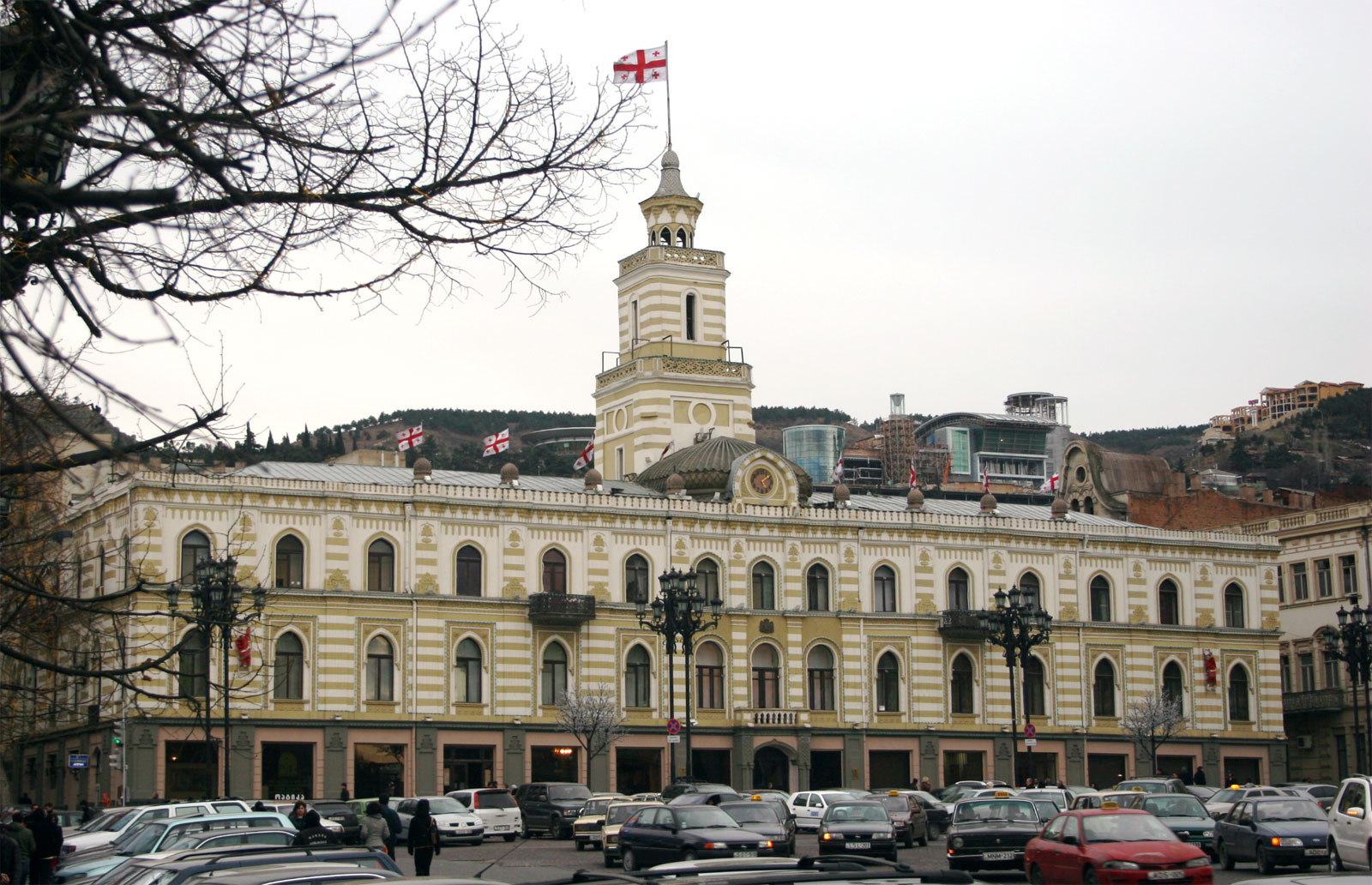
Будівля сакребуло міста Тбілісі

В склад сакребуло входять: голова сакребуло, секретарь сакребуло і голови різних комісій сакребуло.